# Каменка (приток Яузы)
Ка́менка (Ка́шенка, в верховьях — Берёзовка) — река в Северо-Восточном административном округе Москвы, правый приток Яузы. Частично заключена в подземный коллектор. Название Каменка характерно для рек с каменистым руслом. К югу от улицы Академика Комарова по правому берегу реки находился Кашёнкин луг, от которого Каменка получила название Кашенка. Приустьевый участок Каменки является прежним руслом Яузы.

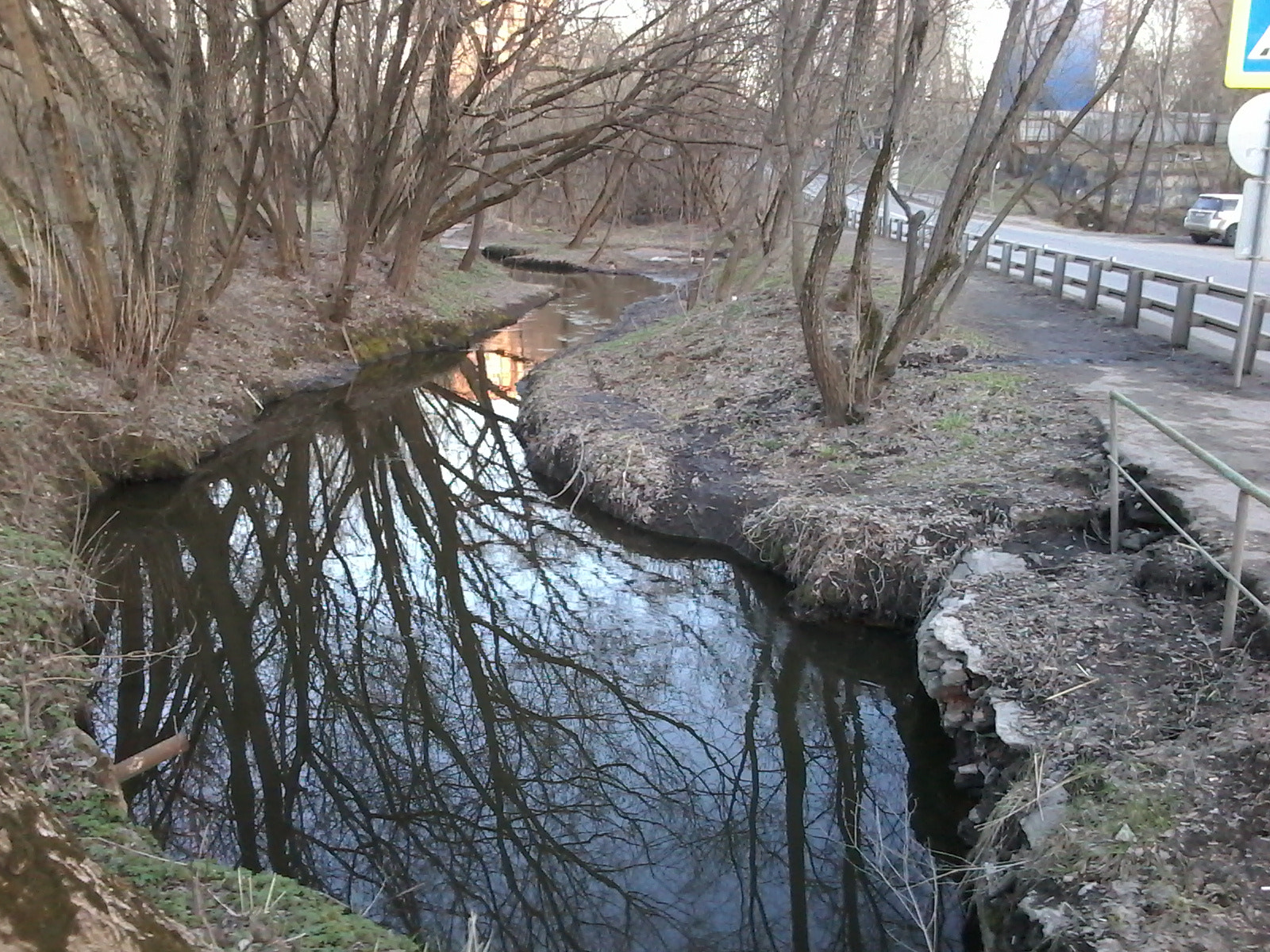
Каменка у Сельскохозяйственной улицы, 2017 год

Длина реки с временным водотоком в верховьях составляет 6,7 км, площадь водосборного бассейна — 5 км². Исток реки расположен к северу от платформы Тимирязевская Савёловского направления Московской железной дороги. Водоток в коллекторе проходит на северо-восток через улицы Яблочкова и Милашенкова, поворачивает на восток вдоль улицы Академика Комарова. Далее река пересекает Ботаническую улицу и в открытом течении протекает по территории Главного ботанического сада РАН и ВДНХ, где образует каскад из пяти прудов. Впадает в Яузу к югу от устья Лихоборки.